# Præstø Fjord, Ulvshale, Nyord og Jungshoved Nor
Præstø Fjord, Ulvshale, Nyord og Jungshoved Nor este o arie protejată (arie de protecție specială avifaunistică — SPA) din Danemarca întinsă pe o suprafață de 24.658 ha, din care 88 % marine.

## Localizare
Centrul sitului Præstø Fjord, Ulvshale, Nyord og Jungshoved Nor este situat la coordonatele 55°04′34″N 12°10′36″E / 55.076111°N 12.176667°E.

## Înființare
Situl Præstø Fjord, Ulvshale, Nyord og Jungshoved Nor a fost declarat arie de protecție specială avifaunistică în mai 1983 pentru a proteja 32 de specii de animale.

## Biodiversitate
Situată în ecoregiunile continentală și marină baltică, aria protejată nu include niciun habitat protejat.
La baza desemnării sitului se află mai multe specii protejate de  păsări (32): rață sulițar (Anas acuta), rață lingurar (Anas clypeata), rață fluierătoare (Anas penelope), gâscă cenușie (Anser anser), rața moțată (Aythya fuligula), buhai de baltă (Botaurus stellaris), Branta leucopsis, Bucephala clangula, erete de stuf (Circus aeruginosus), erete vânăt (Circus cyaneus), Cygnus columbianus bewickii, lebădă de iarnă (Cygnus cygnus), lebădă de vară (Cygnus olor), ciocănitoare neagră (Dryocopus martius), șoim călător (Falco peregrinus), lișiță (Fulica atra), cocor (Grus grus), codalb (Haliaeetus albicilla), sfrâncioc roșiatic (Lanius collurio), ciocârlie de pădure (Lullula arborea), ferestraș mic (Mergus albellus), ferestrașul mare (Mergus merganser), Mergus serrator, cormoran mare (Phalacrocorax carbo), bătăuș (Philomachus pugnax), ploier auriu (Pluvialis apricaria), cresteț pestriț (Porzana porzana), ciocântors (Recurvirostra avosetta), chiră mică (Sterna albifrons), chiră de baltă (Sterna hirundo), Sterna paradisaea, chiră de mare (Sterna sandvicensis).